# Mein Lokal, Dein Lokal
Mein Lokal, dein Lokal (kurz MLDL) ist eine seit 2013 auf Kabel eins ausgestrahlte Doku-Soap, die als Wettbewerb mit Testessen zwischen fünf Lokalbesitzern/-mitarbeitern abläuft, was durch den bis 2018 verwendeten Untertitel Wo schmeckt’s am besten angedeutet wird.

## Konzept
An einer „Ministaffel“ über eine Sendewoche beteiligen sich fünf Restaurants, die der Reihe nach von ihren Mitbewerbern zur Begutachtung der Gasträume und der Kücheneinrichtung, ggf. auch der Bar und des Getränkesortiments, sowie zum abendlichen Testessen (Vor-, Haupt- und Nachspeise) besucht werden. Anschließend bewerten die vier eingeladenen Wirte ihren Gastgeber geheim mit einer Punktzahl von 1 bis 10 Punkten. Der Punktbeste erhält eine Trophäe (deren Gestaltung mehrfach variiert wurde, aber dem Logo der Sendung ähnelt) und ein Preisgeld von 3000 Euro. Die teilnehmenden Lokale veröffentlichen die Rezepte zu den Gerichten aus dem Wettkampf auf der Senderseite von Kabel Eins.
2018 wurde das Konzept der Sendung geändert, seither lautet der Untertitel Der Profi kommt. Fernsehkoch Mike Süsser fungierte seither als Moderator, der die teilnehmenden Lokale vor dem eigentlichen Testessen besucht, dabei vom Wirt eine Speise nach dessen Wahl serviert bekommt und diesem gegenüber Kritik und Tipps äußert. Der Moderator kommentiert und bewertet die Aussagen der Teilnehmer bei den abendlichen Testessen und vergibt am Ende der Woche ebenfalls maximal 10 Punkte an die teilnehmenden Restaurants. 
Ab den 2021 produzierten Folgen geben die eingeladenen Wirte nach der Vorspeise eine Zwischenpunktebewertung ab.
Moderator Mike Süsser wurde zeitweise von anderen Fernsehköchen vertreten. Nach seinem Ausstieg treten seit Anfang 2025 Christian Henze, Robin Pietsch und Ali Güngörmüş im Wechsel als Moderatoren auf.

## Mein Lokal, Dein Lokal – Spezial
In unregelmäßigen Abständen wird auf dem Sendeplatz „Mein Lokal, Dein Lokal - Spezial“ ausgestrahlt. Diese Sendung hat mit dem ursprünglichen Konzept nur wenig gemein: Hier besucht ein aus anderen Fernsehsendungen bekannter Koch (z. B. Martin Baudrexel, Andreas C. Studer oder Mike Süsser) zusammen mit zwei Testessern pro Sendung drei verschiedene Lokale, die alle durch ein bestimmtes Thema miteinander verbunden sind (beispielsweise spezialisiert auf „Currywurst“, „Schweinshaxe“ oder auch einfach „italienische Küche“). Nach dem Testessen wird dem Lokal ein kurzes Feedback gegeben und man zeigt einen einige Tage zuvor von zwei anderen Personen mit versteckter Kamera gefilmten „Alltagstest“, der das Personal im täglichen Umgang mit Gästen ohne Kamerateam zeigen soll. Anschließend vergeben die beiden Testesser je zwischen einem und zehn Punkten; nachdem alle drei Lokale getestet wurden, vergibt der Fernsehkoch ebenfalls Punkte und der Sieger wird ermittelt. Im Gegensatz zu dem Ursprungsformat haben die drei verschiedenen Lokale untereinander keinen Kontakt und wissen nicht, wer ihre Konkurrenten sind. Auch wird kein Preisgeld für den Sieger ausgezahlt, sondern nur eine Trophäe verliehen. Am Ende der Sendung sieht man in einem sehr kurzen Einspieler das Siegerrestaurant mit der Trophäe in den Händen; ein abschließender Kommentar seitens des Lokals erfolgt nicht.

## Ausstrahlung und Einschaltquoten
Die Ausstrahlung der 1. Staffel begann am 19. August 2013, die der zweiten Staffel am 31. März 2014. Die Einschaltquoten lagen 2014 bei ungefähr 400.000 Zuschauern deutschlandweit und der Marktanteil bei fast 8 %. Nach einem Abflauen der Quoten erreichte das Format im April 2018 wieder 8,2 % Marktanteil bzw. ca. 390.000 Zuschauer bei der Zielgruppe der Werberelevanten Zielgruppe (3,4 % bzw. 590.000 gesamt).

## Kritik
Daniel Call verriss in seiner Fernsehkritik im Berliner Kurier im August 2013 „Mein Lokal – Dein Lokal“, indem er die Sendung als Format beschrieb, „das in seinen Grundzügen an ein verwirrtes „Perfektes Dinner“ gemahnt, aber irgendwo noch diesen ganzen „Kochprofi“ und „Küchentipps“-Herpes als Wirt in sich trägt.“
Marc Schweizer von Vice schrieb im Juni 2017 in seiner Rezension: „'Mein Lokal, Dein Lokal' ist die wohl passiv-aggressivste Sendung im deutschen Fernsehen.“ Er erwähnte, dass die Sendung „Elemente aus Das perfekte Dinner, Die Kochprofis, mieten, kaufen, wohnen und irgendwie auch MTV Cribs“ miteinander kombiniere.